# سوق البراغية
سوق البراغية أحد أسواق منطقة جدة التاريخية الواقعة في وسط مدينة جدة غرب المملكة العربية السعودية.